# حركة الحقوق المدنية (1865-1896)
هدفت حركة الحقوق المدنية (1865-1896) إلى القضاء على التمييز العنصري ضد الأمريكيين من أصل أفريقي، وتحسين فرصهم التعليمية والتوظيفية، وتأسيس قوتهم الانتخابية، بعد إلغاء العبودية في الولايات المتحدة.مباشرة شهدت الفترة من 1865 إلى 1895 تغيرًا هائلاً في ثروات المجتمع الأسود بعد القضاء على العبودية في الجنوب.
بعد الحرب الأهلية الأمريكية مباشرة أطلقت الحكومة الفيدرالية برنامجًا يُعرف باسم إعادة الإعمار والذي يهدف إلى إعادة بناء ولايات الكونفدرالية السابقة. كما قدمت البرامج الفيدرالية المساعدة للعبيد السابقين وحاولت دمجهم في المجتمع كمواطنين. خلال هذه الفترة وبعدها، اكتسب السود قدرًا كبيرًا من السلطة السياسية وتمكن الكثير منهم من الانتقال من الفقر المدقع إلى ملكية الأرض. في الوقت نفسه، أدى الاستياء من هذه المكاسب من قبل العديد من البيض إلى حملة عنف غير مسبوقة شنتها الفروع المحلية من كو كلوكس كلان، وفي سبعينيات القرن التاسع عشر شنتها مجموعات شبه عسكرية مثل القمصان الحمراء والرابطة البيضاء.
في عام 1896، حكمت المحكمة العليا في قضية بليسي ضد. فيرغسون، معلم بارز يؤيد الفصل العنصري «المنفصل ولكن المتساوي» كدستور. لقد كانت انتكاسة كبيرة للحقوق المدنية، حيث وصل الوضع القانوني والاجتماعي والسياسي للسكان السود إلى الحضيض. من عام 1890 إلى عام 1908، بدءًا من ولاية مسيسيبي، أصدرت الولايات الجنوبية دساتير وقوانين جديدة تحرم معظم السود من حق التصويت وتستبعدهم من النظام السياسي، وهو الوضع الذي تم الحفاظ عليه في كثير من الحالات حتى الستينات.
وقد قادت الكثير من حركة الإصلاح في وقت مبكر خلال هذه الحقبة من قبل الجمهوريين الراديكاليين، وهو فصيل من الحزب الجمهوري. بحلول نهاية القرن التاسع عشر، مع استمرار الحرمان من حق التصويت لاستبعاد السود من النظام السياسي تمامًا، عملت ما يسمى بحركة الزنبق الأبيض أيضًا على إضعاف قوة السود المتبقين في الحزب بشكل كبير. كان أهم قادة الحقوق المدنية في هذه الفترة فريدريك دوغلاس (1818-1895) وبوكر تي واشنطن (1856-1915).

## إعادة الإعمار

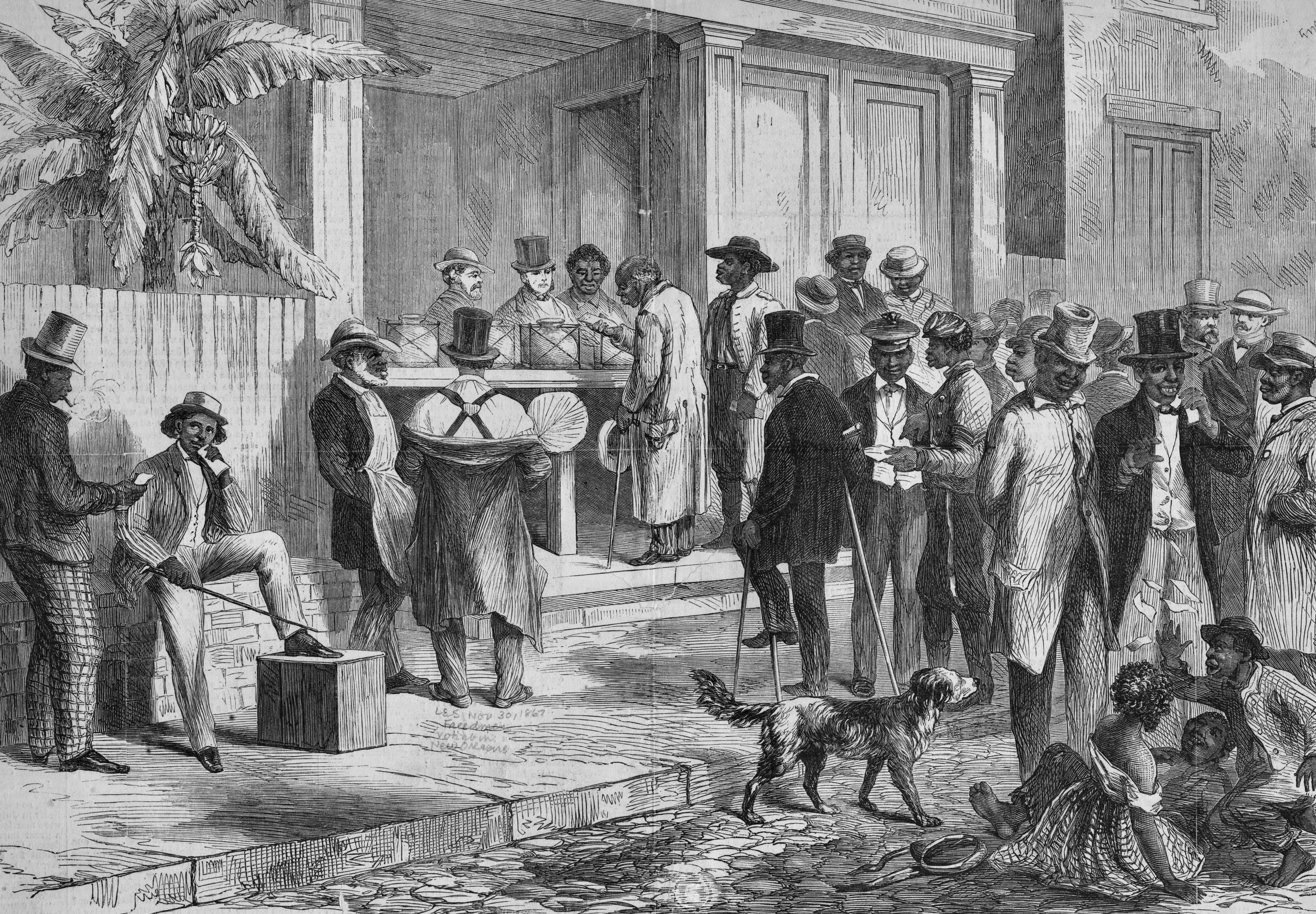
المصوتون الأحرار في نيو أورلينز، 1867

استمرت إعادة الإعمار من إعلان تحرير لينكولن في 1 يناير 1863 إلى تسوية عام 1877.
كانت القضايا الرئيسية التي واجهها الرئيس أبراهام لنكولن هي وضع العبيد السابقين (الذين يطلق عليهم «الأحرار»)، والولاء والحقوق المدنية للمتمردين السابقين، ووضع الولايات الكونفدرالية الإحدى عشرة السابقة، وصلاحيات الحكومة الفيدرالية اللازمة لمنع حرب أهلية في المستقبل، ومسألة ما إذا كان الكونجرس أو الرئيس سيتخذ القرارات الرئيسية.
قوبلت التهديدات الشديدة بالتجويع والتشريد للعاطلين عن العمل من قبل أول وكالة إغاثة فيدرالية كبرى، مكتب Freedmen، الذي يديره الجيش.
تم تمرير ثلاثة «تعديلات لإعادة الإعمار» لتوسيع الحقوق المدنية للأمريكيين السود: التعديل الثالث عشر حظر العبودية؛ يضمن التعديل الرابع عشر الحقوق المتساوية للجميع والمواطنة للسود؛ منع التعديل الخامس عشر استخدام العرق لحرمان الرجال من حقوقهم.
كانت هناك فائدة فورية أكثر من التعديلات الدستورية، حيث تم تمرير القوانين من قبل الكونجرس للسماح للحكومة الفيدرالية، من خلال وزارة العدل الجديدة ومن خلال المحاكم الفيدرالية بفرض الحقوق المدنية الجديدة حتى لو تجاهلت حكومات الولايات المشكلة. وشملت هذه قوانين الإنفاذ 1870-1871 وقانون الحقوق المدنية لعام 1875.
ظل الاتحاد الكونفدرالي السابق مسيطراً على معظم الولايات الجنوبية لأكثر من عامين، لكن ذلك تغير عندما سيطر الجمهوريون الراديكاليون على الكونجرس في انتخابات عام 1866. كان الرئيس أندرو جونسون، الذي سعى للحصول على شروط سهلة للم الشمل مع المتمردين السابقين، عاجزًا تقريبًا. هرب بإقالة صوت واحد من خلال الإقالة. منح الكونغرس الرجال السود حق التصويت وعلق مؤقتًا العديد من قادة الكونفدرالية السابقين من الحق في شغل مناصب. جاءت الحكومات الجمهورية الجديدة إلى السلطة على أساس تحالف من Freedmen جنبًا إلى جنب مع Carpetbaggers (الوافدون الجدد من الشمال) وScalawags (الجنوبيون البيض الأصليون). كانوا مدعومين من قبل الجيش الأمريكي. قال المعارضون إنهم فاسدون وانتهاكوا حقوق البيض. لقد فقدوا السلطة من دولة إلى أخرى لصالح تحالف ديموقراطي محافظ، والذي سيطر بالعنف والاحتيال على الجنوب بأكمله بحلول عام 1877. رداً على إعادة الإعمار الراديكالي، ظهرت منظمة كو كلوكس كلان (KKK) في عام 1867 كمنظمة تفوق بيضاء تعارض الحقوق المدنية للسود والحكم الجمهوري. أدى تطبيق الرئيس يوليسيس غرانت القوي لقانون كو كلوكس كلان لعام 1870 إلى إغلاق Klan، وتم حلها. ولكن ابتداءً من عام 1868 أصبحت الانتخابات في العديد من الولايات الجنوبية محاصرة بشكل متزايد بالعنف لقمع تصويت السود. نوادي البنادق كان لديها الآلاف من الأعضاء. في عام 1874، ظهرت مجموعات شبه عسكرية، مثل العصبة البيضاء والقمصان الحمراء، عملت علانية على استخدام الترهيب والعنف لقمع تصويت السود وتعطيل الحزب الجمهوري لاستعادة السلطة السياسية البيضاء في الولايات عبر الجنوب. ووصفهم رابل بأنهم «الذراع العسكرية للحزب الديمقراطي».
انتهت إعادة الإعمار بعد انتخابات 1876 المتنازع عليها بين المرشح الجمهوري رذرفورد ب. هايز والمرشح الديمقراطي صمويل جيه تيلدن. مع حل وسط فازت هايز بالبيت الأبيض، سحبت الحكومة الفيدرالية قواتها من الجنوب، تاركة المفرجين للديمقراطيين المحافظين البيض، الذين استعادوا السلطة في حكومات الولايات.